# 37 km (przystanek kolejowy w obwodzie briańskim)
37 km (ros. 37 км) – przystanek kolejowy w pobliżu miejscowości Pakiniczi, w rejonie rogniedińskim, w obwodzie briańskim, w Rosji.